# Super Ser (Radsportteam)

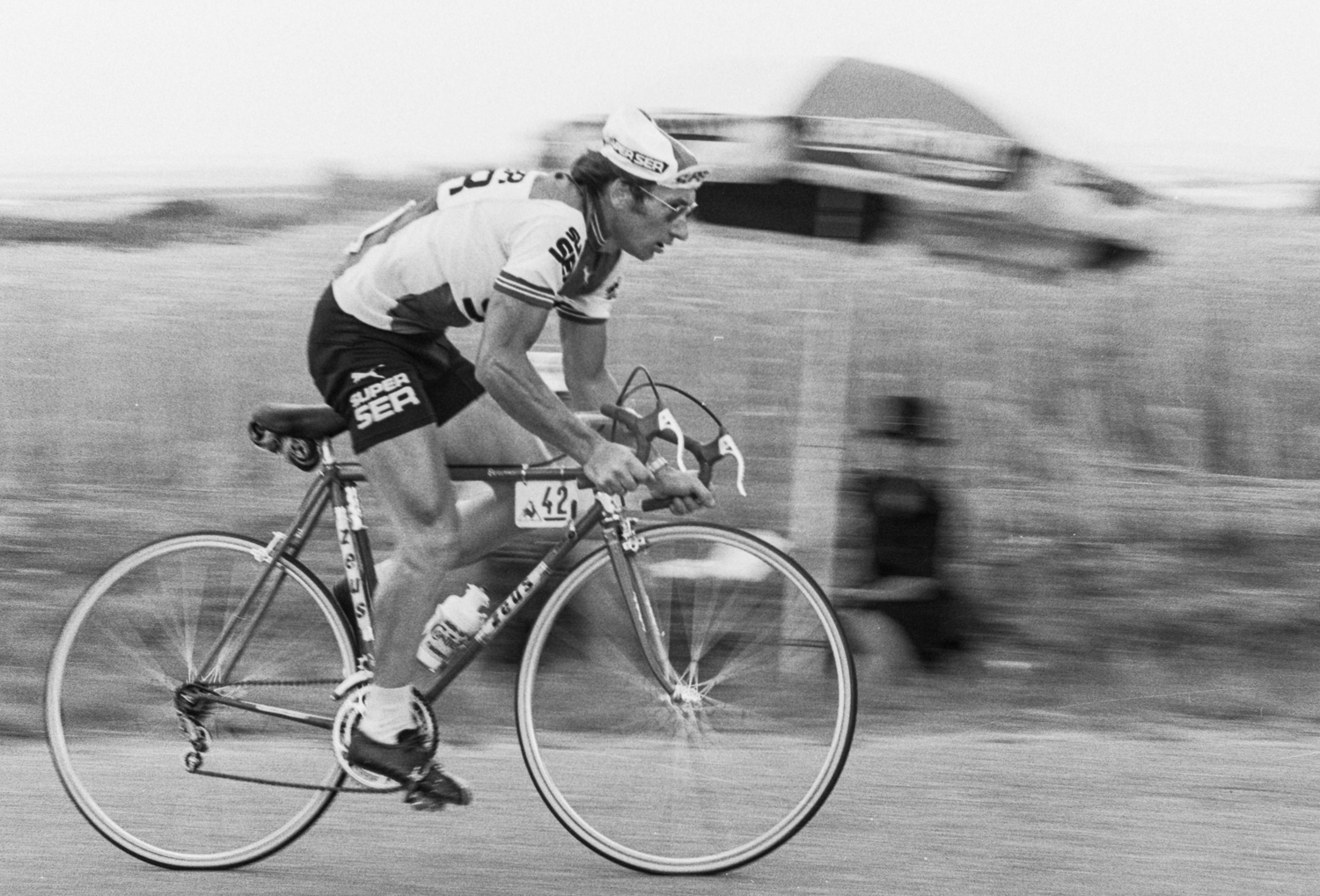
Roland Berland auf der 17. Etappe bei der Tour de France 1976

Super Ser war ein spanisches Radsportteam, das von 1975 bis 1976 bestand. Größter Erfolg war der Gesamtsieg bei Vuelta a España 1975 durch Agustín Tamames.

## Geschichte
Das Team wurde 1975 gegründet und durch Henri Labadie und Gabriel Saura Nagore geleitet. Hauptsponsor war der spanische Hersteller von Butanöfen, welchen Ignacio Orbaiceta nach seiner aktiven sportlichen Karriere gegründet hatte.
Bei der Tour de France 1976 gewann José Luis Viejo die elfte Etappe von Montgenèvre nach Manosque nach einer Alleinfahrt über 160 Kilometern mit einem Vorsprung von 22 Minuten 50 Sekunden. Das machte ihn zum Etappensieger mit dem bisher größten Abstand auf den Zweiten in der Geschichte der Tour. Am Ende der Katalonien-Rundfahrt 1976 löste sich das Team aufgrund finanzieller Probleme auf.

## Erfolge
1975
- Gesamtwertung und fünf Etappen Vuelta a España
- Gesamtwertung und zwei Etappen Tres Días de Leganés
- Gesamtwertung und drei Etappen Aragon-Rundfahrt
- vier Etappen Valencia-Rundfahrt
- drei Etappen Vuelta a los Valles Mineros
- zwei Etappen Katalonien-Rundfahrt
- zwei Etappen Baskenland-Rundfahrt
- zwei Etappen Andalusien-Rundfahrt
- zwei Etappen Asturien-Rundfahrt
- zwei Etappen Vuelta a La Rioja
- eine Etappe Setmana Catalana de Ciclisme
- eine Etappe Kantabrien-Rundfahrt
- eine Etappe Grand Prix Midi Libre
- Gran Premi Navarra
- Gran Premi València

1976
- eine Etappe Tour de France
- Gesamtwertung und zwei Etappen Asturien-Rundfahrt
- Gesamtwertung und drei Etappen Vuelta a los Valles Mineros
- drei Etappen Kantabrien-Rundfahrt
- zwei Etappen GP Leganés
- eine Etappe Baskenland-Rundfahrt
- eine Etappe Setmana Catalana de Ciclisme
- eine Etappe Andalusien-Rundfahrt
- Trofeo Masferrer
- Mael–Pestivien
- Spanischer Meister – Straßenrennen

## Grand-Tour-Platzierungen
| Grand Tour            | 1975 | 1976 |
| --------------------- | ---- | ---- |
| Vuelta a EspañaVuelta | 1    | 2    |
| Tour de FranceTour    | 10   | 14   |

## Monumente-des-Radsports-Platzierungen
| Monument                 | 1975 | 1976 |
| ------------------------ | ---- | ---- |
| Mailand–Sanremo          | –    | 52   |
| Flandern-Rundfahrt       | 9    | –    |
| Paris–Roubaix            | 15   | –    |
| Lüttich–Bastogne–Lüttich | 20   | –    |

## Bekannte Fahrer
- Agustín Tamames (1975–1976)
- Luis Ocaña (1975–1976)
- Roland Berland (1975–1976)
- José Luis Viejo (1975–1976)
- Roger Rosiers (1975–1976)
- Josef Fuchs (1976)